# Neocoras

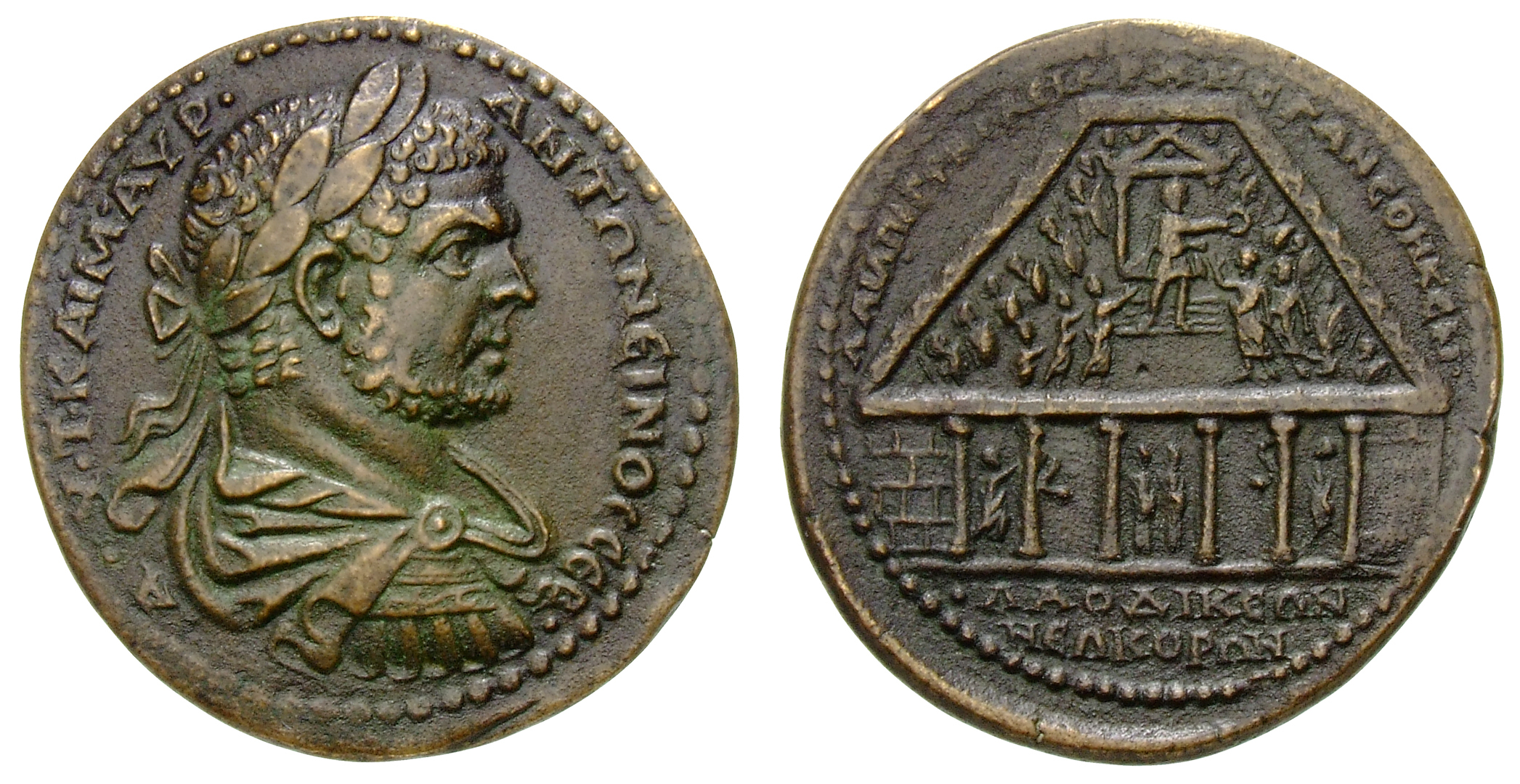
Moneda cívica de la época romana de Laodicea, que muestra un busto del emperador Caracalla y la inscripción "de los laodicenses, que son neokoroi". ΛΑΟΔΙΚΕΩN NEΩKOΡΩN.

En la Antigua Roma, se llamaban neocoras (griego antiguo: neokoroi, "guardianes del templo") a aquellas ciudades que tenían a su cuidado algún templo famoso de alguna deidad pagana. Son principalmente conocidas por edificar y mantener templos dedicados al culto imperial.

## Historia
A principios del Imperio romano, el título empezó a utilizarse para designar a ciudades enteras, que se convertían así en neokoroi de sus deidades patronas, como el caso de Éfeso con Artemisa.
Sin embargo, este uso fue poco frecuente, y el neocorato se asocia sobre todo con el culto imperial romano. Con la adulación y por la lucha por obtener el estatus más favorable por las ventajas de prestigio, fiscales o financieras asociadas, después de que se situara a los emperadores romanos entre los dioses, llamándolos divos, determinadas ciudades de cultura helénica en algunas provincias orientales del Imperio romano, pasaron a edificar y a mantener templos provinciales dedicados al culto imperial.
Las ciudades griegas de Oriente recibían el título de neocoras del Senado romano, con el consentimiento del emperador, en señal de que habían construido un templo de culto imperial reconocido como de importancia provincial. Al tratarse de un título de gran prestigio, las ciudades competían por él, y las más ricas lo solicitaban y recibían varias veces, por templos dedicados a distintos emperadores. Éfeso ostentaba el récord, con cuatro neocoratos.
Después se dio también el título a ciudades que hacían fiestas públicas, celebraban certámenes, juegos públicos o erigían templos por la salud de los emperadores, con lo que, a veces, se denominaban dos, tres y hasta cuatro veces neocoras. 

## Acuñaciones
El título aparecía en las acuñaciones de monedas cívicas, a menudo con representaciones del templo en cuestión. Existieron aproximadamente 30 ciudades que ostentaban un neocorato, concentradas en la provincia de Asia, pero también en provincias vecinas de Asia Menor, el Levante y el sur de los Balcanes.Hanell, 1935, p. cols. 2425–2428
Las concesiones se hicieron muy liberales bajo la dinastía de los Severos, y al parecer cesaron tras el reinado de Galieno (r. 260-268).
En las acuñaciones usan de este título y consta que lo fueron Acmonia, Adramito, Aegas en Cilicia, Amasia, Ancira en Galacia , Atalia, Cesarea en Capadocia, Cízico, Claudiópolis, Éfeso, Filadelfia en Lidia, Filipópolis en Tracia, Heraclea en Caria, Laodicea en Caria, y en Siria, Magnesia ad Maeandrum, Mantalo, Nicomedia, Nisa, Pérgamo, Perge, Perinto, Sardis, Side, Esmirna, Tarso y Tesalónica.